# Tipula catawbiana
Tipula catawbiana är en tvåvingeart som beskrevs av Alexander 1940. Tipula catawbiana ingår i släktet Tipula och familjen storharkrankar. Inga underarter finns listade i Catalogue of Life.